# Jumilla (Gerichtsbezirk)
Der Gerichtsbezirk Jumilla ist einer der elf Gerichtsbezirke in der autonomen Gemeinschaft Murcia.
Der Bezirk umfasst die Gemeinde Jumilla auf einer Fläche von 969,00 km² mit dem Hauptquartier in Jumilla.